# Ophiorrhiza barberi
Ophiorrhiza barberi là một loài thực vật có hoa trong họ Thiến thảo. Loài này được Gamble mô tả khoa học đầu tiên năm 1919.